# Anthidiellum flavescens
Anthidiellum flavescens is een vliesvleugelig insect uit de familie Megachilidae. De wetenschappelijke naam van de soort is voor het eerst geldig gepubliceerd in 1925 door Friese.
De diersoort komt voor in Zimbabwe.